# Скорничешти
Скорничешти (рум. Scornicești) град је у јужном делу Румуније, у историјској покрајини Влашка. Скорничешти је четврти по важности град у округу Олт.
Скорничешти према последњем попису из 2002. има 12.679 становника.
Град Скорничешти је најпознатији као родно место румунског комунистичког владара Николае Чаушескуа, који је стога од тада незнатног села створио данашње градско насеље.

## Географија
Град Скорничешти налази се у средишњем делу историјске покрајине Влашке, око 75 km североисточно до Крајове, најближег већег града. Мада је град управно у ужој области Олтенији, он је подручно у области Мунтеније.
Скорничешти је смештен у северном делу Влашке низије. Надморска висина града је око 220 м, а дато подручје је брежуљкастог каратера.

## Становништво
У односу на попис из 2002., број становника на попису из 2011. се смањио.
| 1992.  | 2002.  | 2011.  |
| ------ | ------ | ------ |
| 13.998 | 13.751 | 11.766 |

Румуни чине већину становништва Скорничештија, а од мањина присутни су само Роми.